# The World We Live In
"The World We Live In" é uma canção da banda americana de rock The Killers. É o terceiro single do álbum Day & Age.

## Faixas
1. "The World We Live In" - 4:40
2. "Joy Ride - Night Version" - 7:16[2]

## Paradas musicais
| Paradas (2009)                            | Melhor posição |
| ----------------------------------------- | -------------- |
| Eslováquia (IFPI)                         | 82             |
| Reino Unido (The Official Charts Company) | 82             |

## Lançamento
| Região      | Data                   | Formato          | Gravadora       |
| ----------- | ---------------------- | ---------------- | --------------- |
| Mundo       | 23 de novembro de 2008 | Download digital | Island Records  |
| Europa      | 19 de junho de 2009    | EP Digital       | Island Records  |
| Reino Unido | 18 de maio de 2009     | 7" vinil         | Mercury Records |